# شورلت شول
شورلت شِوِل (به انگلیسی: Chevrolet Chevelle) خودرویی است که در سال‌های ۱۹۶۳ تا ۱۹۷۷ تولید شده‌است.
این خودرو در کلاس سایز متوسط قرار گرفته و طراحی آن موتور جلو-محور عقب بوده است. 